# Mohammed Bedour
Mohammed Omar Bedour (23 de septiembre de 2000) es un nadador jordano. Compitió en el Campeonato Mundial de Natación de 2015 en las modalidades de 100 metros libre, 100 metros espalda y 4 x 100 metros libre relevo. En los Juegos Olímpicos de la Juventud 2018 celebrados en Buenos Aires, Argentina, representó a su país en las modalidades de 50 y 100 metros estilo libre.